# 변추이
변추이(영어: edge-transitive)란 다면체나 4차원 다포체 따위의 다포체에서 모든 모서리가 합동인 것이다. 단순히 모서리 길이와 이면각 뿐 아니라 모서리 주변 면의 배열까지 같아야한다.
변추이 다면체의 쌍대는 변추이이며, 변추이 다면체의 예로 정다면체, 준정다면체, 준정다면체의 쌍대가 있다.